# Varena (Einkaufszentrum)
Die Varena (Eigenschreibweise in Großbuchstaben) ist ein Einkaufszentrum in der oberösterreichischen Stadtgemeinde Vöcklabruck.
Es wurde im August 2010 eröffnet und wird von der Varena Shopping Center GmbH, einem Tochterunternehmen der SPAR European Shopping Centers betrieben. Auf 32.000 Quadratmetern Verkaufsfläche bietet es Platz für rund 70 Geschäfte, in denen ca. 550 Mitarbeiter (Stand Frühjahr 2023) arbeiten.
Das Einkaufszentrum liegt im südlichen Teil von Vöcklabruck an der Grenze zu Regau und ist das einzige Einkaufszentrum im Bezirk Vöcklabruck. Erbaut wurde es zwischen Mai 2008 und August 2010 von einer Arbeitsgemeinschaft der Bauunternehmen Alpine, Dywidag und Strabag. Die Kosten für das Projekt betrugen rund 82 Mio. Euro.
Die Verkehrsanbindung ist über die unmittelbar neben dem Gebäude verlaufende Wiener Straße (B1) und den Stadtbus Vöcklabruck gegeben. Es stehen 1.900 Parkplätze und zwölf Stromtankstellen zur Verfügung.
Besonderheiten des Einkaufszentrums sind eine ca. 130 Quadratmeter große begehbare Landkarte der Region rund um Vöcklabruck im Erdgeschoß und die im August 2012 anlässlich des zweiten Jahrestages der Eröffnung mit dem größten Süßigkeiten-Mosaik der Welt ausgelegt wurde. Die größten Geschäfte in der Varena sind Interspar, Thalia, MediaMarkt und Kastner & Öhler.

## Kritik
Das Einkaufszentrum wurde vor allem in der Gemeindepolitik kritisiert. Nach der Eröffnung ist die Besucherfrequenz in der Vöcklabrucker Innenstadt laut Bürgermeister Herbert Brunsteiner um rund 20.000 Personen auf 50.000 Personen pro Woche zurückgegangen. Einige Geschäfte haben ihren Standort in der Innenstadt aufgegeben und sind in das Einkaufszentrum gezogen.